# 布什城 (堪薩斯州)
布什城（英語：Bush City）為位在美國堪薩斯州安德森縣的非建制地區。

## 歷史
布什城境內的郵局於1880年設立，原稱哈斯克爾（Haskell），其後於1921年更名，1956年結束營運。